# La Ligua (kommun)
La Ligua är en kommun i Chile.   Den ligger i provinsen Petorca Province och regionen Región de Valparaíso, i den centrala delen av landet, 140 km norr om huvudstaden Santiago de Chile.
Omgivningarna runt La Ligua är i huvudsak ett öppet busklandskap. Runt La Ligua är det ganska glesbefolkat, med 23 invånare per kvadratkilometer.